# Дителлурид железа
Дителлурид железа — бинарное неорганическое соединение железа и теллура с формулой FeTe2. Встречается в природе в виде минерала фробергита.
Кристаллизуется в ромбической сингонии, пространственная группа P mnn, параметры ячейки a = 0,3857 нм, b = 0,5351 нм, c = 0,6273 нм.
Антиферромагнетик с θ = 63 К.